# JR東日本びゅうツーリズム&セールス
株式会社JR東日本びゅうツーリズム&セールス（ジェイアールひがしにほんびゅうツーリズム&セールス）は、東京都墨田区に本社を置く日本の旅行会社。東日本旅客鉄道（JR東日本）の連結子会社。

## 概要
元々は株式会社びゅうワールドという社名で、JR東日本と日本航空の合弁企業だった。JR東日本は東京都知事登録の国内旅行業（現：第2種旅行業）しか認められず、自社で海外パッケージツアーを主催することができないため設立された。その後「びゅうワールド」ブランドを中心とし、JR東日本の海外旅行ホールセラーとして運営されてきた。
2007年に、パッケージツアーブランド「びゅうワールド」の企画実施をジャルパックに移管し、商号を「株式会社びゅうトラベルサービス」へ変更した。商号変更後は海外旅行にとどまらず、JR東日本が手がけてきた国内旅行の分野への移管を受け、JR東日本の「大人の休日倶楽部」会員サービス部門の運営、会員向けの国内ツアーや「大人の休日倶楽部趣味の会」の運営、JR東日本の訪日旅行（インバウンド）事業など、新規市場に向けた幅広い展開が行われている。国内のパッケージツアー「びゅう」商品はJR東日本の企画実施であるが、首都圏の電話予約、インターネット予約（えきねっと）による通信販売部門（びゅう予約センター）の運営は同社が行っている。また、同社が企画実施する大人の休日倶楽部会員向け団体旅行などのツアーの旅館の仕入れ等はJR東日本と共同で行われており、JR東日本が発表するツアーのプレスリリース等は、同社との共同で行われることが多く、JR東日本の旅行業部門の一部として密接な関係がある。
国内ツアーでは、ハイグレード車両JR東日本E655系電車「和（なごみ）」や寝台特急「カシオペア」、185系電車を利用した旅行など、JR東日本の子会社らしい特色あるツアーを企画し、インターネット（「日本の旅、鉄道の旅」）、コールセンター（大人の休日予約センター）、駅たびコンシェルジュ（一部除く）にて販売している。同社の実施している「1名様参加歓迎2連泊でめぐる　たっぷりじっくり下北半島完全周遊の旅」は2009年日本旅行業協会主催の「もう一泊、もう一度（ひとたび）大賞」コンテストで宿泊旅行価値創出賞を受賞した。
JR東日本が推進する「地域再発見プロジェクト」にも参画しており、地域密着型の旅行商品「旅市escort」を展開している。
「大人の休日倶楽部」趣味の会は、神田と仙台に常設の教室があり、講座の開催や講座ごとの旅行が行われている。講座運営を行う同社社員が全員旅程管理資格（添乗員の資格）を有しており、事前学習から旅行につなげるモデルケースとして旅行業界誌「トラベルジャーナル」
などでも取り上げられている。
東日本大震災を受けて復興支援ツアーなども行っており、JALグループと連携し国内各地から航空機と新幹線を組み合わせた東北向けツアー「JALパック×びゅう」などを展開している。
訪日旅行では、アジア方面での旅行会社を対象とした「JR東日本セミナー」の海外での開催や、海外の旅行会社への鉄道旅行の提案、手配業務などを行っており、中国市場向け商品などではANAグループとも提携している。
成田国際空港の第1・第2ターミナルや東京モノレールの羽田空港第3ターミナル駅に設置された「JR東日本訪日旅行センター」は同社の運営。また、2020年11月30日まで空港第2ビル駅の駅業務を受託していた。
海外旅行では、大人の休日倶楽部会員向けに事前勉強会を行うことを基本にした「道しるべ」を2009年よりスタートしている。JR東日本の駅にあった「びゅうプラザ」での海外旅行の販売支援を行い、ジャルパックなどと共同で商品開発などを行っていた。また、鉄道や環境問題にかかわる分野の業務手配旅行を手掛ける。
2022年4月1日に、株式会社JR東日本びゅうツーリズム&セールスに商号変更した。

## 会社沿革
- 1992年9月1日 - 株式会社びゅうワールド設立。
- 2003年4月1日 - JR東日本訪日旅行手配センター開設（訪日旅行の取り扱い開始）
- 2006年10月1日 - 株式会社びゅうトラベルサービスへ商号変更。上野事業所開設（大人の休日倶楽部事業の運営開始）。
- 2007年
  - 4月1日 - 仙台事業所（大人の休日倶楽部趣味の会の講座）・成田事業所（成田空港外国人旅行センター）開設。
  - 5月28日 - 神田事業所（大人の休日倶楽部趣味の会の講座）開設。
- 2010年10月1日 - 羽田事業所（羽田空港外国人旅行センター）開設。
- 2011年5月 - びゅう予約センター開設。
- 2012年10月1日 - 東京事業所（東京駅JR EAST Travel Service Center）開設。
- 2013年
  - 本社を錦糸町へ移転
  - 4月1日 - 金沢事業所を設置。JR東日本北陸営業センターの受託開始。
  - 9月1日 - びゅう清算センター設置。
- 2014年12月 - 新宿事業所を開設。JR東日本より「びゅうプラザ新宿駅新南口」の移管を受け、「新宿駅JR EAST Travel Service Center」（びゅうプラザ新宿駅訪日旅行センター）を開設。
- 2015年
  - 4月1日 - 駅業務受託開始（空港第2ビル駅）
  - 7月 - びゅう商品企画部を設置。
  - 10月1日 - 東北支店を設置。JR東日本より「仙台団体旅行センター」の移管を受け、「東北営業センター」を開設。
- 2016年
  - 4月1日 - びゅうプラザ仙台内に仙台駅訪日カウンターを設置。
  - 6月1日 - JR東日本より東京駅丸の内北口みどりの窓口及び「びゅうプラザ東京駅」の移管を受け、「東京駅JR EAST Travel Service Center」（びゅうプラザ東京駅訪日旅行センター）を拡張。
  - 9月1日 - JR東日本より「びゅうプラザ仙台」「びゅうプラザ仙台 あおば通店」の移管を受ける。
  - 10月1日 - JR東日本より「びゅうプラザ池袋駅東口」の移管を受け、「池袋駅JR EAST Travel Service Center」（びゅうプラザ池袋駅訪日旅行センター）を開設。
- 2017年12月1日 - JR東日本より「びゅうプラザ八戸駅」の移管を受ける。また「渋谷駅JR EAST Travel Service Center」（渋谷駅訪日旅行センター）を開設。
- 2018年
  - 2月1日 - JR東日本より「びゅうプラザ郡山駅」の移管を受ける。
  - 3月1日 - JR東日本より「びゅうプラザ盛岡駅」の移管を受ける。
  - 4月1日 - JR東日本より「びゅうプラザ長岡駅」の移管を受ける。
  - 4月3日 - JR東日本より「びゅうプラザ高崎駅」の移管を受ける。
  - 5月1日 - JR東日本より「びゅうプラザ横浜駅」の移管を受ける。
  - 6月1日 - JR東日本より「びゅうプラザ大宮駅」「びゅうプラザ秋田駅」の移管を受ける。
  - 7月1日 - JR東日本より「びゅうプラザ錦糸町駅」「びゅうプラザ会津若松駅」の移管を受ける。また「浜松町駅JR EAST Travel Service Center」（浜松町駅訪日旅行センター）を開設。
  - 9月1日 - JR東日本より「びゅうプラザ一ノ関駅」の移管を受ける。
  - 10月1日 - JR東日本より「びゅうプラザ長野駅」の移管を受ける。また「北海道営業センター」を開設。
  - 12月1日 - JR東日本より「びゅうプラザ吉祥寺駅」の移管を受ける。
- 2019年
  - 9月1日 - 池袋駅東口の「びゅうプラザ池袋訪日旅行センター」を廃止し、同駅西口の「びゅうプラザ池袋駅」に統合。西口の店舗を「びゅうプラザ池袋訪日旅行センター」としたうえで、JR東日本から運営移管を受けた。
  - 12月1日 - JR東日本より「びゅうプラザ柏駅」の移管を受ける。
  - 12月28日 - 「びゅうプラザ多賀城駅」が閉鎖。
- 2020年
  - 1月8日 - JR東日本より「びゅうプラザ船橋駅」の移管を受ける。
  - 2月1日 - JR東日本より「びゅうプラザ品川駅」の移管を受け、訪日旅行センターとして開設。
  - 2月25日 - 「びゅうプラザ新宿駅訪日旅行センター新南」が閉鎖し、東口の店舗と統合。
  - 2月29日 - 「びゅうプラザ郡山駅」「びゅうプラザ長岡駅」が閉鎖。
  - 4月1日 - JR東日本より「びゅうプラザ福島駅」「びゅうプラザ新潟駅」の移管を受け、全店舗の移管が完了。
  - 9月30日 - 「びゅうプラザ錦糸町駅」「びゅうプラザ吉祥寺駅」が閉鎖。
  - 11月30日 - 「びゅうプラザ秋田駅」が閉鎖。
  - 12月18日 - 「びゅうプラザ川崎駅」が閉鎖。
- 2021年
  - 3月24日 - 「駅たびコンシェルジュ川崎」「駅たびコンシェルジュ秋田」が開業
  - 3月31日 - 「びゅうプラザ一ノ関駅」「びゅうプラザ八戸駅」「びゅうプラザ会津若松駅」「びゅうプラザ高崎駅」が閉鎖。
  - 9月30日 - 「びゅうプラザ長野駅」が閉鎖。
  - 10月17日 - 「びゅうプラザ池袋訪日旅行センター」が閉鎖。
  - 11月10日 - 「びゅうプラザ大宮駅」が閉鎖。
  - 11月15日 - 「びゅうプラザ横浜駅」が閉鎖。
  - 11月26日 - 「びゅうプラザ品川訪日旅行センター」が閉鎖。
  - 11月30日 - 「びゅうプラザ立川駅」「びゅうプラザ福島駅」が閉鎖。
  - 12月1日 - 「駅たびコンシェルジュ池袋」「駅たびコンシェルジュ品川」が開業。
  - 12月5日 - 「びゅうプラザ東京訪日旅行センター」が閉鎖。
  - 12月12日 - 「びゅうプラザ上野訪日旅行センター」が閉鎖。
  - 12月28日 - 「びゅうプラザ山形駅」「びゅうプラザ仙台駅」「びゅうプラザ盛岡駅」が閉鎖。
- 2022年
  - 1月16日 - 「びゅうプラザ新宿訪日旅行センター」「びゅうプラザ柏駅」が閉鎖。
  - 1月31日 - 「びゅうプラザ船橋駅」「びゅうプラザ青森駅」が閉鎖。
  - 2月28日 - 「びゅうプラザ新潟駅」が閉鎖。これにより、びゅうプラザが全店舗閉鎖となった。
  - 春 - 「JR東日本 駅たびコンシェルジュ」が順次開業。
  - 4月1日 - 株式会社JR東日本びゅうツーリズム&セールスへ商号変更。

## 事業内容
- 「JR東日本びゅうダイナミックレールパック」商品の販売
- 首都圏の国内「びゅう」旅行商品の販売（インターネット「えきねっと」、電話予約販売）
- 大人の休日倶楽部会員サービス、国内旅行の企画実施
- 大人の休日倶楽部趣味の会の運営
- 訪日外国人旅行・外国人旅行センターの運営（JR東日本の訪日外国人旅行部門）
- 海外旅行
- JR東日本 駅たびコンシェルジュ運営